# Susana Chávez

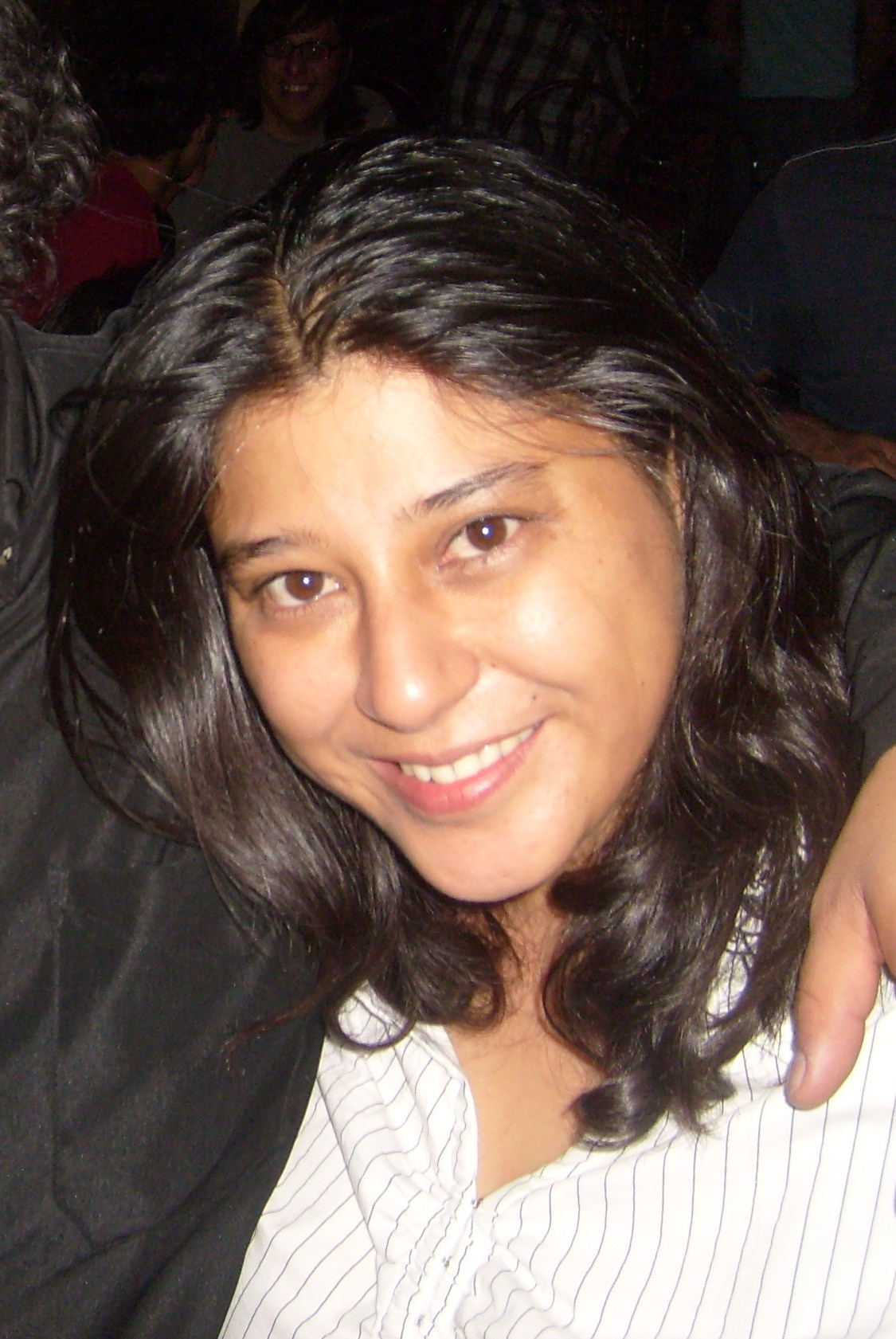
Susana Chávez (2008)

Susana Chávez Castillo (* 5. November 1974 in Ciudad Juárez; † 6. Januar 2011 ebenda) war eine mexikanische Schriftstellerin, Psychologin und Menschenrechtlerin. Chavez setzte sich seit 1993 gegen Frauenmorde beziehungsweise für deren Aufklärung ein. Ihr wird zugeschrieben, dass sie die Parolen „Ni una menos“ („Nicht eine weniger“) und „Ni una muerta más“ („Keine einzige Tote mehr“) mitverfasst hat, die in der Frauenbewegung in Lateinamerika im Kampf gegen Femizide verwendet werden. Im Januar 2011 wurde sie in ihrer Heimatstadt von Mitgliedern der Bande Los Aztecas ermordet.

## Leben und Werk
Bereits im Alter von elf Jahren begab sie sich in die Öffentlichkeit, um poetische Werke vorzustellen. So nahm sie an mehreren literarischen Festivals, zuerst in ihrer Heimatstadt, später auch in ganz Mexiko, teil. Laut ihrem Blog hat Chávez an der Universidad Autónoma de Ciudad Juárez einen Abschluss in Psychologie erworben. Sie hat an Lesungen für Blinde in der Bibliothek Arturo Tolentino teilgenommen, ebenso an mehreren Sendungen in verschiedenen Radiosendern in Juarez sowie Vorträge für das Komitee der Prostituierten in Juarez und bei Märschen für die verschwundenen und toten Frauen in Juarez gehalten. Chávez engagierte sich in der Menschenrechtsbewegung in Ciudad Juárez im Kampf um die Aufklärung der Frauenmorde in Ciudad Juárez, von denen die meisten ungeklärt bleiben. Zuletzt arbeitete sie an einem Gedichtband.

## Ermordung
An dem Tag, an dem sie ermordet wurde, war Chávez auf dem Weg zu Freunden, kam aber laut Aussage ihrer Mutter nicht wieder nach Hause. Am Morgen des 6. Januar 2011 wurde ihre Leiche auf der Straße im Stadtteil Cuauhtémoc mit einer schwarzen Tüte über dem Kopf und einer abgetrennten Hand gefunden. Da der Körper zuerst nicht identifiziert werden konnte, wurden die sterblichen Überreste zum gerichtsmedizinischen Dienst (Semefo) der Generalstaatsanwaltschaft des Bundesstaates Chihuahua gebracht. Am Montag, dem 10. Januar, begaben sich die Angehörigen von Chávez zum Semefo, um die Leiche zu identifizieren. Der verstümmelte Leichnam konnte erst am 11. Januar 2011 identifiziert werden.
Zu dem Zeitpunkt wurden bereits drei Personen wegen ihrer wahrscheinlichen Beteiligung an dem Mord verhaftet. Die drei inhaftierten Minderjährigen gehören zu sozialen Randgruppen, mit denen Susana aufgrund ihrer humanitären Arbeit vertraut war. Nach der Verhaftung der Jugendlichen wurde bekannt, dass sie der gefährlichen und äußerst gewalttätigen Bande Los Aztecas angehören und zugegeben haben, Drogen und Alkohol zu konsumieren. Dem offiziellen Bericht zufolge freundete sich Chavez mit den drei Teenagern in einem Supermarkt an. Diese luden Chavez ein, mit ihnen zu trinken. Nach einem mehrstündigen Alkoholkonsum entstand ein heftiger Streit, als sie sagten, sie seien Mitglieder von Los Aztecas. Susana drohte, sie bei der Polizei anzuzeigen, woraufhin sie sie schließlich in eine Dusche brachten, dort ihr Gesicht mit Klebeband bedeckten und begannen, sie zu ertränken, bis sie erstickte. Die Jugendlichen bedeckten sie mit einem Müllsack, amputierten ihre Hand mit einer Handsäge und warfen ihre Leiche dann auf die Straße. Ihr Ziel war es, die Behörden zu verwirren und es wie einen Mord eines organisierten Verbrechens aussehen zu lassen.
Im Jahr 2013 wurden die drei Mörder von Susana Chávez Castillo von einem Spezialgericht für jugendliche Straftäter zu einer Höchststrafe von 15 Jahren Gefängnis verurteilt. Die verurteilten Mörder waren minderjährig, mussten fünf Jahre Haft verbüßen und wurden im August 2016 aufgrund des Inkrafttretens des neuen Gesetzes über jugendliche Straftäter, das ihre Strafen reduzierte, freigelassen. Einer der Täter ist Sergio Cárdenas de la O, alias El Balatas.